# Matt Kallio
Matthew Leigh „Matt“ Kallio (* 26. September 1986 in Edmonton, Alberta) ist ein kanadischer Schiedsrichter im Basketball, der seit dem Jahr 2021 in der NBA tätig ist. Er trägt die Uniform mit der Nummer 88.

## Karriere

### College-Basketball
Vor dem Einstieg in die professionellen Basketballwettbewerbe arbeitete er zwölf Jahre als College-Basketballschiedsrichter in der Canadian Colleges Athletic Association und elf Jahre für die nationale Universitätssportorganisation Kanadas U Sports.

### Fédération Internationale de Basketball
Von 2012 an arbeitete er als Schiedsrichter im FIBA-Basketball. Er leitete u. a. Spiele bei der Basketball-Weltmeisterschaft 2019 in der Volksrepublik China und kam als Schiedsrichter bei den Olympischen Sommerspielen 2020 in Tokio zum Einsatz.

### National Basketball Association
Kallio begann im Jahr 2021 seine NBA-Schiedsrichterlaufbahn beim Spiel der Portland Trail Blazers gegen die San Antonio Spurs.